# CA Paterna
CA Paterna – hiszpański klub szachowy z siedzibą w Paternie.

## Historia
Klub został założony w 1959 roku jako Club Ajedrez Dr. Lafora. W kolejnym roku zmieniono nazwę na Club de Ajedrez Paterna.
W 2017 roku klub wygrał rozgrywki Segunda División, a dwa lata później zajął drugie miejsce w Primera División. W 2020 roku klub zajął drugie miejsce w División de Honor, zdobywając tym samym wicemistrzostwo Hiszpanii. W kadrze zespołu znajdowali się wówczas m.in. Francisco Vallejo Pons, Jorden van Foreest i David Howell. Sezon 2021 zespół zakończył na trzecim miejscu w División de Honor. W 2022 roku CA Paterna był czwarty w lidze, a rok później – piąty. Ponadto w 2023 roku klub wziął udział w Pucharze Europy, kończąc rozgrywki na 28. miejscu. W turnieju hiszpański klub wygrał z St Benildus Chess Club, Club 64 Modena, TSM Schifflange i Kennemer Combinatie, a przegrał z Beer-Sheva Chess Club, Elektroprivredą Crne Gore Nikšić i Werderem Brema. W 2024 roku zespół zajął ostatnie miejsce w lidze hiszpańskiej.

## Arcymistrzowie w historii klubu
- Kiriłł Aleksiejenko[11]
- Bassem Amin[12]
- Julen Luís Arizmendi Martínez[13]
- Ernesto Fernández Romero[5]
- Aram Hakobian[14]
- David Howell[5]
- Daniił Juffa[5]
- Jules Moussard[12]
- Marija Muzyczuk[14]
- Nihal Sarin[15]
- Aleksiej Sarana[11]
- Rasmus Svane[15]
- Amin Tabatabai[16]
- Francisco Vallejo Pons[13]
- Jorden van Foreest[5]
- Shamsiddin Vokhidov[16]